# Александр II (король Шотландии)
Александр II (англ. Alexander II; ст.-гэл. Alaxandair mac Uilliam; сов. гэл. Alasdair mac Uilleim; 24 августа 1198 — 6 июля 1249) — король Шотландии в 1214 — 1249 годах.
Он был единственным сыном Вильгельма I Льва и Ирменгарды де Бомон. Он родился в Хаддингтоне, Восточный Лотиан, в 1198 году, и наследовал корону после смерти своего отца 4 декабря 1214 года, будучи коронован в Скуне 6 декабря того же самого года.
Через год после его восшествия на престол кланы МакУильямов и МакХетов, непримиримые враги шотландской короны, подняли восстание; но преданные войска быстро подавили их мятеж.
В этом же году Александр присоединился к английским баронам в их войне против Иоанна I Английского, и повёл армию в Англию, чтобы поддержать их; но после смерти Иоанна, когда был заключен мир между юным Генрихом III Английским и французским принцем Людовиком VIII, шотландский король прекратил военные действия.
Шотландская армия Александра II добралась до английского порта Дувр, ожидая прибытия французской армии под предводительством дофина. Смерть короля Иоанна и поменявшиеся взгляды папы и английской аристократии означали, что французская армия никогда не прибудет и шотландская армия вернулась в Шотландию непобеждённой, после того как достигла южного побережья Англии.
Дипломатия закрепила примирение браком, заключённым Александром и сестрой Генриха, Иоанной Английской, 18 июня или 25 июня 1221 года.
Следующий год был отмечен подчинением полунезависимой области Аргайл. Королевские войска без особого труда сокрушили революцию в Гэллоуэе в 1235 году; также и вторжение, предпринятое изгнанными лидерами этой области, было успешно отражено. Сразу после этого притязания Генриха Английского на оммаж верности от Александра вызвали встречную реакцию в виде притязаний на северные английские графства. Два королевства тем не менее уладили этот спор с помощью компромисса в 1237 году. Он стал известен как Йоркский мир, который определил границу между двумя государствами между заливом Солуэй-Ферт (на западе) и устьем реки Туид (на востоке).
Иоанна скончалась в марте 1238 году, в Эссексе, и в следующем 1239 году, Александр женился вторично. Его второй женой стала Мария де Куси. Венчание состоялось 15 мая 1239 года, и привело к рождению сына, будущего Александра III, рождённого в 1241 году.
Угроза вторжения Генриха в 1243 году на время нарушила мирные отношения между двумя странами; но быстрые действия Александра в отражении этой угрозы и отсутствие желания у английских баронов воевать вынудили его заключить мир в следующем году в Ньюкасле. Александр теперь обратил свой взор на Западные острова, которые всё ещё сохраняли номинальную зависимость от Норвегии. Он предложил провести переговоры и покупку островов, но безуспешно. Александр далее попытался убедить Юэна, сына Дункана, лорда Аргайлла, отречься от своей преданности Хакону IV, королю Норвегии. Юэн отверг эти предложения, и Александр отправился в поход, чтобы заставить его сделать это.
Но в пути его захватила лихорадка, когда он находился на острове Керрера, и он умер там в 1249 году. Его предали земле в аббатстве Мелроз, Роксбургшир. Его сын Александр III наследовал ему на троне короля Шотландии.

## Супруги
- Иоанна Английская (22 июля 1210 — 4 марта 1238), старшая законная дочь и третий ребёнок Иоанна Английского и Изабеллы Ангулемской. Она и Александр II были обвенчаны 21 июня 1221 года в кафедральном соборе Йорка. Александру было 23, Иоанне — 11. Детей не было. Иоанна скончалась в Эссексе в 1238 году и была похоронена в аббатстве Тарант Крауфорд, в Дорсете.
- Мария де Куси (1218—1285), которая стала матерью Александра III Шотландского.

Помимо законных детей, Александр II также имел и одну незаконнорожденную дочь Марджори, которая вышла замуж в 1244 году за Алана Дорварда, юстициария Шотландии. Их внук, Николас де Соулис, в 1291 году был одним из претендентов на шотландскую корону.